# Seznam slovenskih podkastov
Seznam slovenskih podkastov zajema starejše in novejše podkaste, ki izhajajo v Sloveniji.

## Seznam
| Naslov                           | Voditelj/ moderator                                                        | Izhajanje                 | Pogostost           | Opis | Izdajatelj                                    | Opombe                                                  |
| -------------------------------- | -------------------------------------------------------------------------- | ------------------------- | ------------------- | --- | --------------------------------------------- | ------------------------------------------------------- |
| Opazovalnica                     | Jure Godler, Anže Tomić                                                    | 2. januar 2016– danes     | na dva tedna        | Voditelja v enournem podkastu komentirata serije, filme, glasbo in druge zanimive teme. | samostojna produkcija                         | med julijem 2020 in decembrom 2023 ni bilo novih epizod |
| AIDEA Podkast                    | Klemen Selakovič                                                           | 1. april 2019– danes      | tedensko            | Pogovori o zavesti, vesolju, naši kulturi, tehnologiji in prihodnosti človeštva ... Pogovori o idejah. | samostojna produkcija                         |                                                         |
| LD;GD                            | Aljaž Pengov Bitenc, Nataša Briški, Andraž Zorko, Antiša Korljan           | 1. april 2019– danes      | vsak drugi petek    | Politični podkast, ki nikogar ne podcenjuje in ničesar ne jemlje preveč resno. Še posebej ne politike. Novinarji in poznavalci politične scene redno komentirajo aktualno dogajanje.                                                                             | samostojna produkcija                         |                                                         |
| A res, TEGA ne veš?              | Sašo Stare, Aleš Novak                                                     | 4. november 2019– danes   | tedensko            | Komika se z gosti pogovarjata o zanimivih življenjskih temah. | samostojna produkcija                         | prvih 99 epizod zgolj v audio obliki                    |
| Fejmiči                          | Žan Papič, Gašper Bergant                                                  | 8. februar 2020– danes    | sobota              | Komika gostita znane Slovence v dobro uro dolgem zabavnem pogovoru. Občasno tudi epizode brez gostov. | samostojna produkcija                         | prvih 16 epizod zgolj v audio obliki                    |
| AIDEA Dialog                     | Klemen Selakovič, Jani Pravdič, Andrej Škraba                              | 2. april 2020– danes      | mesečno             | Voditelji preko dialoga drug z drugim delijo ideje. Občasno se v studiu pridruži tudi publika, kot četri član dialoga. | samostojna produkcija                         |                                                         |
| Gospoda                          | Jure Godler, David Urankar                                                 | 18. oktober 2020– danes   | nedelja             | O vsem, kar je pomembno, predvsem pa o tistem, kar ni. | samostojna produkcija                         | prvih 10 epizod zgolj v audio obliki                    |
| Podcast Brez Filtra              | Martin Tirš, Tomaž Ornik, Miha Krajnc                                      | 8. november 2020– danes   | nedelja             | Voditelji se sami ali z zanimivimi gosti pogovarjajo o vsem, od mladostniškega življenja do kariere in podjetništva. | samostojna produkcija                         |                                                         |
| Konzerva                         | Janez Zupan                                                                | 8. september 2021– danes  | ni določeno         | Pogovori s slovenskimi političnimi analitiki in komentatorji ter občasno tudi politiki, na temo aktualnih družbeno-politično tem. | samostojna produkcija                         |                                                         |
| Chlani                           | Matej Rimanić                                                              | 19. oktober 2021– danes   | torek               | Podcast z znanimi in manj znanimi gosti, ki popestrijo epizode s svojim unikatnim pogledom na življenje in atraktivno osebnostjo. Teme, ki jih obravnavajo, so lahko absurdne in nenavadne, vsekakor pa se dotaknejo tudi življenjskih tem.                      | samostojna produkcija                         |                                                         |
| Kevdr podcast                    | Anže Mlakar, Marko Kuzmanović                                              | 1. april 2022– danes      | sobota              | Trije Dolenjci se v kleti ene od dolenjskih zidanic in ob kozarcu vina debatirajo o aktualnih temah ter gostijo znane Slovence. | samostojna produkcija                         |                                                         |
| N1 podkast                       | Suzana Lovec                                                               | april 2022– danes         | ni določeno         | Redna pogovorna oddaja gosti znane osebnosti s področij politike, družbe, glasbe in športa. | N1 Slovenija                                  |                                                         |
| AIDEA RE:moat                    | Klemen Selakovič, Luka Dremelj, Jaša Andrenšek, Andrej Škraba              | 26. maj 2022– danes       | mesečno             | Pogovor na daljavo o trenutno aktualnih tematikah iz sveta tehnologije, podjetništva, ekonomije in politike. | samostojna produkcija                         |                                                         |
| POPkast                          | Alen Podlednik, Anastasija Jović, Anže Božič, Simon Vadnjal, Ota Širca Roš | 20. januar 2023– danes    | tedensko            | Različni voditelji gostijo goste z različnih področij in razpravljajo o aktualnih temah. | 24ur.com                                      |                                                         |
| Reporter podcast                 | Silvester Šurla, Igor Kršinar, Katarina Keček (občasno)                    | 2. marec 2023– danes      | tedensko            | Novinarji z občasnimi drugimi gosti komentirajo aktualno družbeno-politično dogajanje. | Reporter                                      |                                                         |
| Podkast navdiha                  | Borut Pahor                                                                | 13. april 2023– danes     | mesečno             | V podkastu spremljamo neprecenljive pogovore z izjemnimi ljudmi, katerih življenjske zgodbe nas lahko ganejo, predramijo, predvsem pa navdihnejo. | Metropolitan Slovenija Mastercard             | predvajano na Planet TV                                 |
| TOTI podkast                     | Jan Bilodjerič                                                             | 30. april 2023– danes     | vsaka druga nedelja | Skozi življenja sogovorcev do odgovorov o smislu, svetu, družbi in sploh vsem. Štajerski podkast razkriva, odkriva, prikriva, pokriva in skriva. | samostojna produkcija                         |                                                         |
| Na tekočem                       | Karin Planinšek                                                            | 28. maj 2023– danes       | nedelja             | Aktualno dogajanje pri nas in po svetu. | samostojna produkcija                         | nekdanja sovoditeljica: Zala Klopčič                    |
| Tisti dnevi v mesecu             | Vesna Ban, Lara Tošić, Kaja Kovačič                                        | 11. september 2023– danes | vsaka druga nedelja | Sproščena debata petih žensk, na temo odnosov, ljubezni, seksualnega življenja in drugih področij. | samostojna produkcija                         |                                                         |
| 1, 2, 3 … bis!                   | Tilen Artač                                                                | 11. oktober 2023– danes   | mesečno             | Glasbenik in imitator gosti izjemne posameznike, ki so tako ali drugače povezani s klasično glasbo. Gostje skozi svoje zgodbe in izkušnje omogočajo, da bolje spoznamo in razumemo ta prav poseben umetniški žanr.                                               | Metropolitan Slovenija Slovenska filharmonija |                                                         |
| SBC Intervju                     | Katarina Matejčič                                                          | 28. oktober 2023– danes   | na dva tedna        | Je gospodarstvo temelj, problem ali rešitev družbe? Gosti iz sveta politike in gospodarstva. | SBC - Klub slovenskih podjetnikov             |                                                         |
| SBC Aktualno                     | Katarina Matejčič, Gregor Trebušak                                         | 31. oktober 2023– danes   | tedensko            | Debata z gosti iz sveta politike in gospodarstva, na temo aktualnih družbeno-političnih razmer. | SBC - Klub slovenskih podjetnikov             |                                                         |
| Spotkast                         | Mihael Šuštaršič, Nataša Repovž, Srdjan Cvjetović                          | 24. november 2023– danes  | tedensko            | Novinarji portala Siol gostijo goste z različnih področij in se pogovarjajo tako o vsakdanjih kot tudi bolj resnih temah. | Siol.net                                      |                                                         |
| Ljubno podcast                   | Špela Rogelj                                                               | 4. december 2023– danes   | ponedeljek          | Pred svetovnim pokalom v smučarskih skokih za ženske je Špela Rogelj gostila goste iz sveta smučanja. | FIS Svetovni pokal v smučarskih skokih        |                                                         |
| Lepenka                          | Sabina Senčar                                                              | 14. januar 2024– danes    | nedelja             | Ginekologinja gosti osebnosti iz različnih področij in se pogovarja o pomembnih temah za družbo. | Supermarket production Ven Jemeršić           |                                                         |
| Moč besede: predsedničin podkast | Nataša Pirc Musar                                                          | 16. januar 2024– danes    | na dva meseca       | Predsednica republike gosti zanimive osebnosti iz Slovenije in tujine, ki širijo obzorja in razmišljanje s svojim znanjem, izkušnjami, osebno zgodbo. | Urad predsednice Republike Slovenije          |                                                         |
| GOV SI podkast                   | Boštjan Lajovic                                                            | 19. januar 2024– danes    | mesečno             | Podkast Vlade Republike Slovenije, s katerim se širi načine obveščanja in komuniciranja z javnostjo. Različni voditelji gostijo predstavnike organov vlade in drugih pomembnih institucij.                                                                       | UKOM                                          |                                                         |
| Pink Mess                        | Gaja Hribernik                                                             | 4. februar 2024– danes    | nedelja             | Podkast influencerke o zgodbah iz vsakdanjega življenja, ki jih berejo iz družbenih omrežij ali iz elektronske pošte gledalcev. | samostojna produkcija                         |                                                         |
| Štajcast                         | Nejc Mihelak                                                               | november 2024 - danes     | dvakrat mesečno     | Štajcast je podkast Štajerske. Poslušaš ga lahko na več ali manj vseh spletnih in družabnih omrežjih. Podkast lahko poslušajo tudi poslušalci Radia Rogla ter prebirajo bralci lokalnih časopisov Novice, Celjan, Rogaške novice in Bistriške novice.            | samostojna produkcija                         |                                                         |
| Komunikacija na podnu            | Blaž Bertoncelj, Andreja Podlogar                                          | 25. september 2024– danes | tedensko            | Mednarodno priznana plesalca in koreografa se pogovarjata o plesu skozi perspektivo argentinskega tanga raziskujeta tematike komunikacije, partnerstva, vloge spolov, vodstva ter globalnih izzivov, ki so prisotni tako na plesišču kot v vsakdanjem življenju. | samostojna produkcija                         |                                                         |